# Showtek
Showtek – holenderski duet DJ-ów i producentów muzycznych, który tworzy rodzeństwo Wouter Janssen i Sjoerd Janssen. Założyciele wytwórni Skink Records.
Projekt założono w 2001 roku w holenderskim Eindhoven. Pierwsze kroki bracia Janssen stawiali w techno, jednak niewiele później muzycznie projekt ewoluował bardziej energiczną muzykę hardstyle, hard trance oraz jumpstyle, gdzie odnaleźli się na długie lata, a ich specyficzne i energiczne brzmienie przyniosło im rozgłos i uznanie.
Stworzyli postać Mr. Puta - macho, który przyjechał z meksyku. Pod tym pseudonimem wydali łącznie 4 utwory (Green Stuff, Live At Sensation, La Vida Narcotica, Panjere Del Pierro).
W 2011 roku grupa porzuciła ten gatunek wywołując kontrowersje wśród oddanych fanów muzyki hardstyle na rzecz zyskujących coraz większą popularność brzmień zwanych nieformalnie bigroomem, czyli połączeniem energicznego electro house z dutch house z wpływami hardstyle, co przyniosło im drugą falę popularności i otworzyło na nowe grono słuchaczy, a także producentów do współpracy. 
Bracia Showtek mimo ugruntowania w ostatnich latach swojej pozycji nie stronią od eksperymentów - w 2013 roku mieli także okazję przedstawić ich najbardziej nieszablonowy singiel pt. Get Loose we współpracy z innym duetem Noisecontrollers, gdzie zwięźle połączono brzmienia dubstepu, moombahtonu, hardstyle, bigroomu i electro. Z kolei w singlach Bouncer i 90's by Nature można usłyszeć mieszankę muzyki bigroom odpowiednio z trapem i future house.
Wouter sam wytwarzając muzykę przyjmował pseudonim: Walt, Walt Janssen. Zaś Sjoerd: DJ Duro.

## Dyskografia

### Albumy studyjne
- 2007: Today is Tomorrow
- 2009: Analogue Players in a Digital World

### Kompilacje
- 2008: Dutch Master Works Presents Showtek: „We Live for the Music”
- 2010: Fuck the System

### Single
- 2001: „Save the Day/Bassment”
- 2001: „Controller”
- 2003: „Seid Ihr Bereit”
- 2004: „Choruz”
- 2004: „Save the Day Again”
- 2005: „Brain Crackin'”
- 2005: „Rockin' Steady”
- 2006: „3 the Hard Way/Bangin'”
- 2006: „Puta Madre”
- 2006: „Fuck the System”
- 2006: „The Colour of the Harder Styles”
- 2007: „Partylover”
- 2007: „Born 4 Thiz/Raver”
- 2007: „Shout Out” (gościnnie: MC DV8)
- 2007: „Today is Tomorrow - Album Sampler 001”
- 2007: „Today is Tomorrow - Album Sampler 002”
- 2008: „Hold us Back” (gościnnie: MC DV8)
- 2008: „We Live for the Music”
- 2008: „Skitzo” (versus Deepack)
- 2008: „Black 2008”
- 2008: „Apologize”
- 2008: „Down Under”
- 2009: „Partylover/Dominate”
- 2009: „The World is Mine/We Speak Music”
- 2009: „Freak” (gościnnie: MC Stretch)
- 2009: „Fast Life”
- 2009: „Electronic Stereo-Phonic” (gościnnie: MC DV8)
- 2009: „My 303”
- 2009: „Laa-Di-Fucking-Daa”
- 2010: „Analogue Players in a Digital World”
- 2010: „Rockchild” (gościnnie: MC DV8)
- 2010: „Dutchie” (gościnnie: MC Stretch)
- 2010: „Faces” (gościnnie: Zushi)
- 2010: „Hardstyle”
- 2010: „Breakbeat Junkie”
- 2010: „Beats of Life” (gościnnie: MC Stretch)
- 2011: „Music on My Mind” (gościnnie: Lexi Jean)
- 2011: „Dirty Hard”
- 2011: „We Rock” (oraz Tiësto & Angger Dimas jako Boys Will Be Boys)
- 2012: „Hell Yeah!” (oraz Tiësto)
- 2012: „How we do” (oraz Hardwell)
- 2012: „Cannonball” (gościnnie: Justin Prime)
- 2013: „Slow Down”
- 2013: „Get Loose” (gościnnie: Noisecontrollers)
- 2013: „Booyah” (gościnnie: We Are Loud, Sonny Wilson)
- 2013: „We Like to Party”
- 2013: „Cannonball (Earthquake)” (gościnnie: Justin Prime, Matthew Koma)
- 2014: „Bad” (oraz David Guetta; gościnnie: Vassy) – złota płyta w Polsce[3]
- 2014: „Bouncer” (gościnnie: Ookay)
- 2014: „90's By Nature” (gościnnie: MC AMbush)
- 2015: „Satisfied” (gościnnie: Vassy)
- 2015: „Sun Goes Down” (oraz David Guetta; gościnnie: Magic!, Sonny Wilson)
- 2015: „N2U” (oraz Eva Shaw; gościnnine: Martha Wash)
- 2016: „Mellow” (vs Technoboy 'N' Tuneboy)
- 2016: „Swipe”
- 2016: „Believer” (oraz Major Lazer)
- 2017: „On Our Own” (oraz Brooks; gościnnie: Natalie Major)
- 2018: „Natural Blues” (oraz Moby)
- 2018: „Your Love” (oraz David Guetta) – złota płyta w Polsce[4]
- 2020: „The Weekend” (oraz Spree Wilson; gośc. Eva Shaw)[5] –  złota płyta w Polsce[4]

### Remiksy
- 2001: Walt vs. Zero-Gi – „Exciter (Showtek Remix)”
- 2002: DJ Duro – „Again (Showtek Remix)”
- 2002: Desperation – „Our Reservation (Showtek Remix)”
- 2002: Desperation – „Our Reservation (Part Two) (Showtek Remix)”
- 2003: Methods of Mayhem – „F.Y.U. (Showtek Remix)”
- 2003: DJ Duro – „Just Begun (Showtek Remix)”
- 2003: Walt – „Wanna Fuck (Showtek Remix)”
- 2004: Headliner – „B.O.D.Y.P.U.M.P. (Showtek Remix)”
- 2004: Trance Generators – „Darkness Will Rule (Showtek Remix)”
- 2004: Philippe Rochard Meets Nu-Pulse – „The Survivors of Hardstyle (Showtek Remix)”
- 2004: DJ Jorn – „This is Your Brain (Showtek Remix)”
- 2008: Zushi – „La La Song (Showtek Remix)”
- 2008: Brennan Heart – „Revival X (Showtek Remix)”
- 2008: Charly Lownoise & Mental Theo – „Wonderful Days 2.08 (Showtek Remix)”
- 2009: Donkey Rollers – „No One Can Stop Us (Showtek Kwartjes Remix)”
- 2009: Abyss & Judge – „Hardstyle Revolution (Showtek Remix)”
- 2010: System F – „Out of the Blue 2010 (Showtek Remix)”
- 2010: Marcel Woods – „The Bottle (Showtek Remix)”
- 2011: Zero Vision – „Right Here (Showtek Remix)”
- 2012: Kid Cudi feat. Ratatat & MGMT – „Pursuit of Happiness (Steve Aoki Remix - Showtek Re-Edit)”
- 2012: Showtek – „Hold us Back (2012 DJ Edit)”
- 2013: Dirty South & Alesso feat. Ruben Haze – „City of Dreams (Showtek Remix)”
- 2013: Carly Rae Jepsen – „Tonight I'm Getting Over You (Showtek Remix)”
- 2013: David Guetta feat. will.i.am – „Baby Here I am (Showtek Remix)”
- 2013: Hardwell & MAKJ – „Countdown (Showtek’s Club Edit)”
- 2014: David Guetta feat. Sam Martin – „Lovers on the Sun (Showtek Remix)”
- 2014: MAKJ & M35 – „Go (Showtek Edit)”
- 2014: Cobra Effect – „Don't Pass Go (Showtek Edit)”
- 2014: First State – „Scube (Showtek Edit)”
- 2014: Eva Shaw – „Space Jungle (Showtek Edit)”
- 2015: twoloud – „Move (Showtek Edit)”